# Rivière Breynat
Rivière Breynat är ett vattendrag i Kanada.   Det ligger i provinsen Québec, i den östra delen av landet, 600 km norr om huvudstaden Ottawa.
I omgivningarna runt Rivière Breynat växer i huvudsak blandskog. Trakten runt Rivière Breynat är nära nog obefolkad, med mindre än två invånare per kvadratkilometer.